# 博加多上校鎮
27°9′48″S 56°14′24″W / 27.16333°S 56.24000°W
博加多上校鎮（西班牙語：Coronel José Félix Bogado），是巴拉圭的城鎮，位於該國東南部，由伊塔普阿省負責管轄，距離恩卡納西翁49公里，始建於1913年5月2日，海拔高度68米，2002年人口17,065。